# Porubajk
Porubajk je závod MTB (horských kol) pro širokou veřejnost, který se každoročně pořádá a startuje v městském obvodu Poruba města Ostrava. Trať závodu je v Ostravě, okrese Ostrava-město a okrese Opava a v geomorfologických celcích Ostravská pánev a Vítkovská vrchovina v Moravskoslezském kraji a v Horním Slezsku.

## Další informace
Název závodu je odvozen od slov „Poruba“ a „bajk“ (anglická výslovnost slova „bike“). První ročník závodu se konal v roce 2013 a tradiční délky tras jsou 68 km, 36 km a dětské trasy. V roce 2020 se závod nekonal z důvodů pandemie covidu-19. Soutěží se také v různorodých týmech včetně rodin, univerzit a firem. Pořadatelem závodu je spolek Kolečko z.s.